# Гаптены
Гаптены (от греч. ἅπτω — прикреплять) — низкомолекулярные вещества (массой менее 10000), не обладающие иммуногенностью, но приобретающие её при увеличении молекулярного веса (например, за счет прикрепления к специальному белку-носителю — шаперону).
Гаптены — простые химические соединения или небольшие функциональные группы, представляющие собой одну детерминанту. Гаптенами могут быть органические соединения, в основном ароматического ряда, фениларсонат, моно- и олигосахариды, а также олигопептиды. Ландштейнер получил антитела к динитрофенолу, казалось бы, невстречаемой в природе молекуле.
Сами по себе гаптены не иммуногенны, т.е. не стимулируют выработку антител и не запускают иммунный процесс. Однако они обладают антигенностью и вполне конкретной специфичностью и способны присоединяться к подходящим предсуществующим высокомолекулярным белкам-носителям и т.о. приобретать иммуногенность. Функция белка-носителя заключается в стимуляции T-хелперов, помогающих B-клеткам реагировать на гаптен.
Специфичность гаптенов очень высока, очень часто в определении специфичности участвует всего один радикал.
В иммунологию понятие «гаптены» ввел Карл Ландштейнер в 1923 г.
Существует ряд методов получения антител in vitro к небольшим гаптенам.

## Гаптенная детерминанта
Гаптенная детерминанта — участок на поверхности макромолекулы, с которым специфично связываются молекулы малого размера (гаптены). Образовавшийся комплекс способен вызвать синтез специфических антител (иммуноглобулинов).
За специфичность антигена отвечает гаптенная часть, за иммуногенность — носитель (чаще белок).
Чем меньше молекула гаптена, тем большую роль в построении антигенной детерминанты играет белок-носитель. В связи с этим в данной ситуации чаще наблюдаются перекрестные аллергические реакции со сходными гаптенами.